# منتخب السويد لسباعيات الرغبي
منتخب السويد لسباعيات الرغبي (بالسويدية: Sveriges herrlandslag i sjumannarugby)‏ هو ممثل السويد الرسمي في المنافسات الدولية في سباعيات الرغبي .